# Алувіхаре (храм)
Скельний храм Алувіхара (англ. Matale Alu Viharaya) — священний буддійський храм, розташований в окрузі Матале у Шрі-Ланці. Храм розміщується за 8 км північніше Матале і в 30 км на північ від Канді на дорозі Курунегала-Дамбулла. Храм включає в себе 13 печер, що слугували келіями для монахів(в наші дні відкриті для відвідування туристами три печери). Історія скельного храму сходить до III століття до н. е. періоду правління царя Деванампія Тісса Анурадхапури. Вважається, що цар побудував печери, посадив дерево і заснував храм після введення буддизму в країні.
В скельному храмі було вперше записані буддистські канони,. Поряд з храмом знаходяться монастирські печери, стіни яких оздоблені фресками.

## Історія та значення

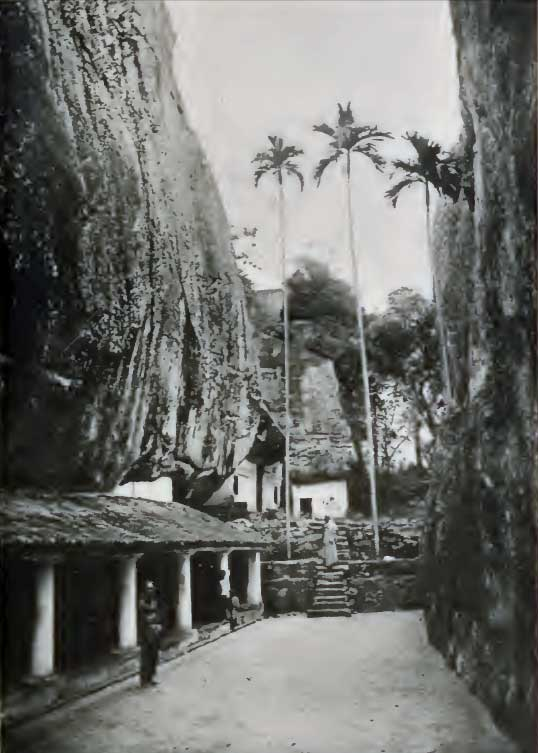
Храм Алу Віхаре в 1896 році

В I столітті до н. е. під час правління короля Валагамба Анурадхапура Шрі-Ланка перенесла сильний голод, який тривав протягом 12 років. Голод і переслідування віруючих тамілами поставили буддистську громаду Шрі-Ланки на межу виживання. Монастирі спорожніли, більшість ченців, які знали Канон, покинули країну або загинули від голоду. Система запам'ятовування усної передачі священних буддистських текстів виявилася ненадійною.
Пізніше ченці, що виїхали в Індію і в гірські райони Шрі-Ланки, у важкий період, повернулися на батьківщину і вирішили записати філософські доктрини буддизму для збереження і використання майбутніх поколінь.  Потрібно було знайти місце, де переписувачі були б приховані від сторонніх очей і могли працювати в безпеці. Таким місцем був обраний храм Алувіхара. Трактування вчення і рукописний запис було здійснено через страх, що доктрина буде втрачена під час потрясінь, викликаних повторюваними індійськими вторгненнями. 
500 вчених монахів зібралися в Алувіхарі, щоб виконати складне завдання прочитати тексти і погодити єдину прийнятну версію перед транскрипцією. Вся транскрипція була зроблена в книгах, виготовлених з листя пальмового дерева. Транскрипція текстів тривала довгий час. Лише в 1982 році транскрипція першої з трьох «частин закону» була завершена.
Стара бібліотека Алувіхарі, яка протягом багатьох століть зберігала переписані рукописи, була повністю знищена під час повстання в Матале в 1848 році англійськими колоніальними військами. Також під час повстання частина храмового комплексу була зруйнована.  Наслідки цієї катастрофи до цих пір можна спостерігати в приміщеннях храму.
В кінці XIX століття, були відремонтовані частина печера, а в 1904 р. споруджені кам'яні сходи і арка з дзвоном.  Вхід на територію храму виконаний у вигляді величезного порталу. Праворуч від входу знаходиться восьмикутна альтанка, всередині якої встановлена статуя сидячого Будди, зліва — великий обеліск з висіченим на ньому написом «Aliviharaya. Rock Cave Temple. Matale». Особливої уваги заслуговує бібліотека. На першому поверсі знаходиться просторий зал, в якому можна подивитися на матеріали та інструменти, використовувані для виготовлення книг з пальмового листя, а також вітрина, в якій виставлені Типитака в двох варіантах: сучасному друкованому та стародавньому рукописному.
До розташованого на підвищенні монастиря веде вимощена каменем дорога.
Скельний храм в Алувіхарі має багато печер з древніми написами. Але більшість оздоблення є більш сучасними. Основна печера має велику лежачу десятиметрову статую Будди. В ущелині між скелями розташована «Кімната страху», в якій представлені страшні сцени страт, що практикувалися за часів останнього Кандійської короля Шрі Викрама Раджасінхі, а також покарань, які чекають грішників в пеклі.  Сцени настільки реалістичні, що не всі відвідувачі витримують це криваве видовище.
Для того щоб перевести записані тексти з сингальского мови на мову Палі, яка була священною мовою Будди, в 411 році з Індії на Шрі-Ланку прибув буддійський монах Буддагоша.  Тепер в печері храму знаходиться статуя, яка зображає ченця читаючого вчення Будди. Він жив в Анурадхапурі протягом IV і V століть і, та провів декілька років в Матале Алу-Віхараї.
Відновлення храму Алувіхара, одного з найважливіших культурних об'єктів Шрі-Ланки, триває і в наші дні. Однак, головне завдання ченців — відтворення рукописів зі священними текстами Палійського канону.  Цей кропітка праця займає багато часу (древній спосіб обробки пальмового листя і нанесення на них текстів складний і тривалий, а обсяг Палійського канону в 20 разів перевищує обсяг Біблії).

## Етимологія
З ім'ям Алу Віхара на Шрі-Ланці пов'язано багато вірувань. Згідно з деякими, термін Aloka Vihara (храм світла) пізніше став Aluvihara, оскільки палійське слово Aloka було згадано як Alu (світло) в древній сингальській мові. Оскільки це місце було обителлю буддійських ченців, його називали храмом.  Отже, ці два слова були об'єднані, щоб зробити термін «Aluvihara». Інша точка зору полягає в тому, що, хоча храм розташований у скельній печері з величезною скелею на сході, сонячне світло не покривається скелею. Тому він був відомий як Алока лена (печера з світлом).  Однак всі ці погляди і переконання дають висновок, що назва цього храму пов'язане зі світлом. Є багато фольклору і вірувань, пов'язаних з ім'ям Алу Віхар. За деякими даними, термін Алока Віхар (Храм світла), пізніше стали Aluvihara як впали слово Алока називали Алу (світло) в Стародавній сингальської мови. Оскільки місце було обителлю буддистських ченців, він був названий храм. Отже, два слова в поєднанні, щоб зробити термін 'Aluvihara'. Інша точка зору полягає в тому, що, на вході в храм знаходиться величезна скеля, яка не перешкоджає освітленню храму. Тому він був відомий як Aloka lena (печера зі світлом).

## Зображення

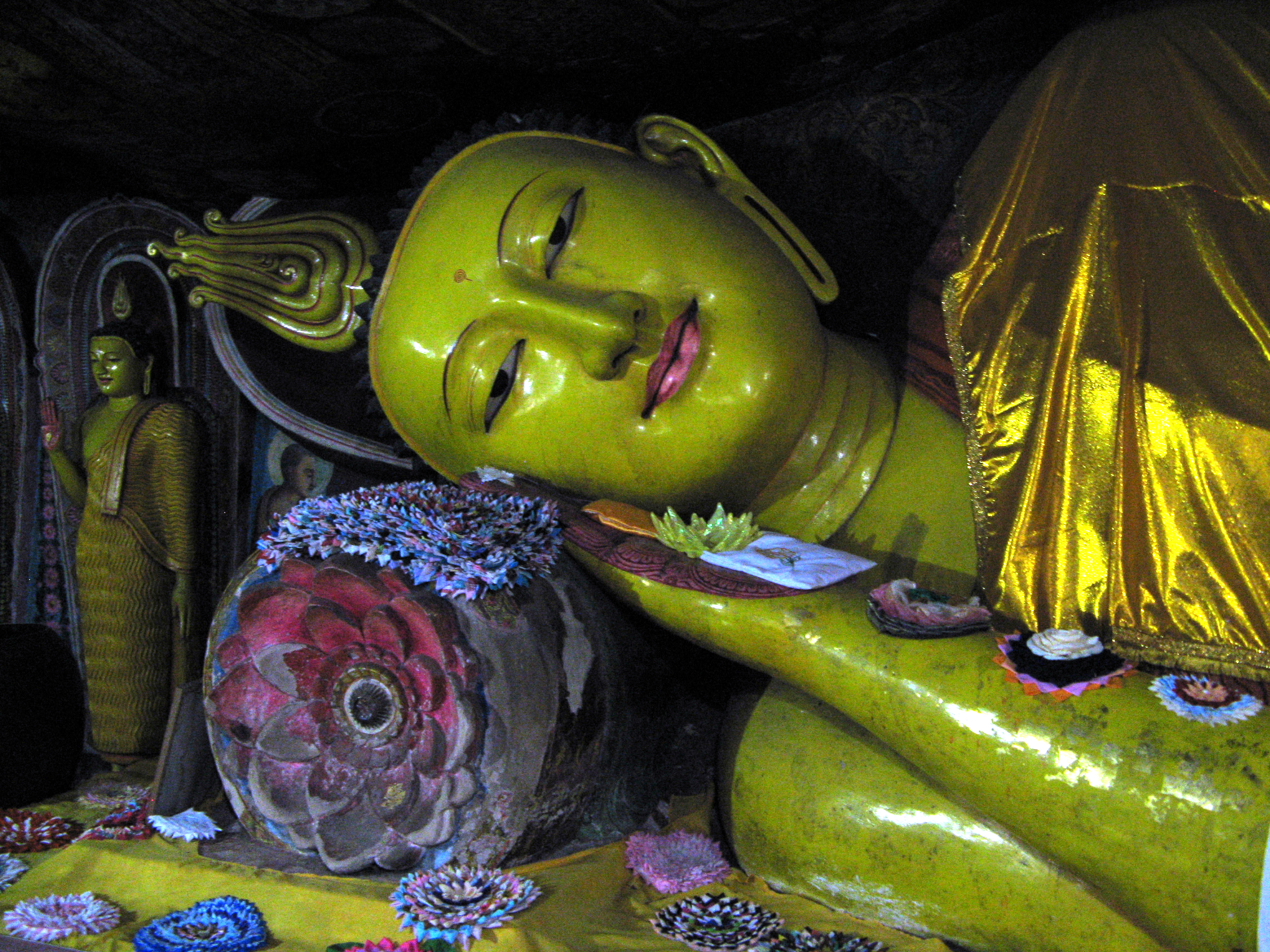
статуя Будди що лежить
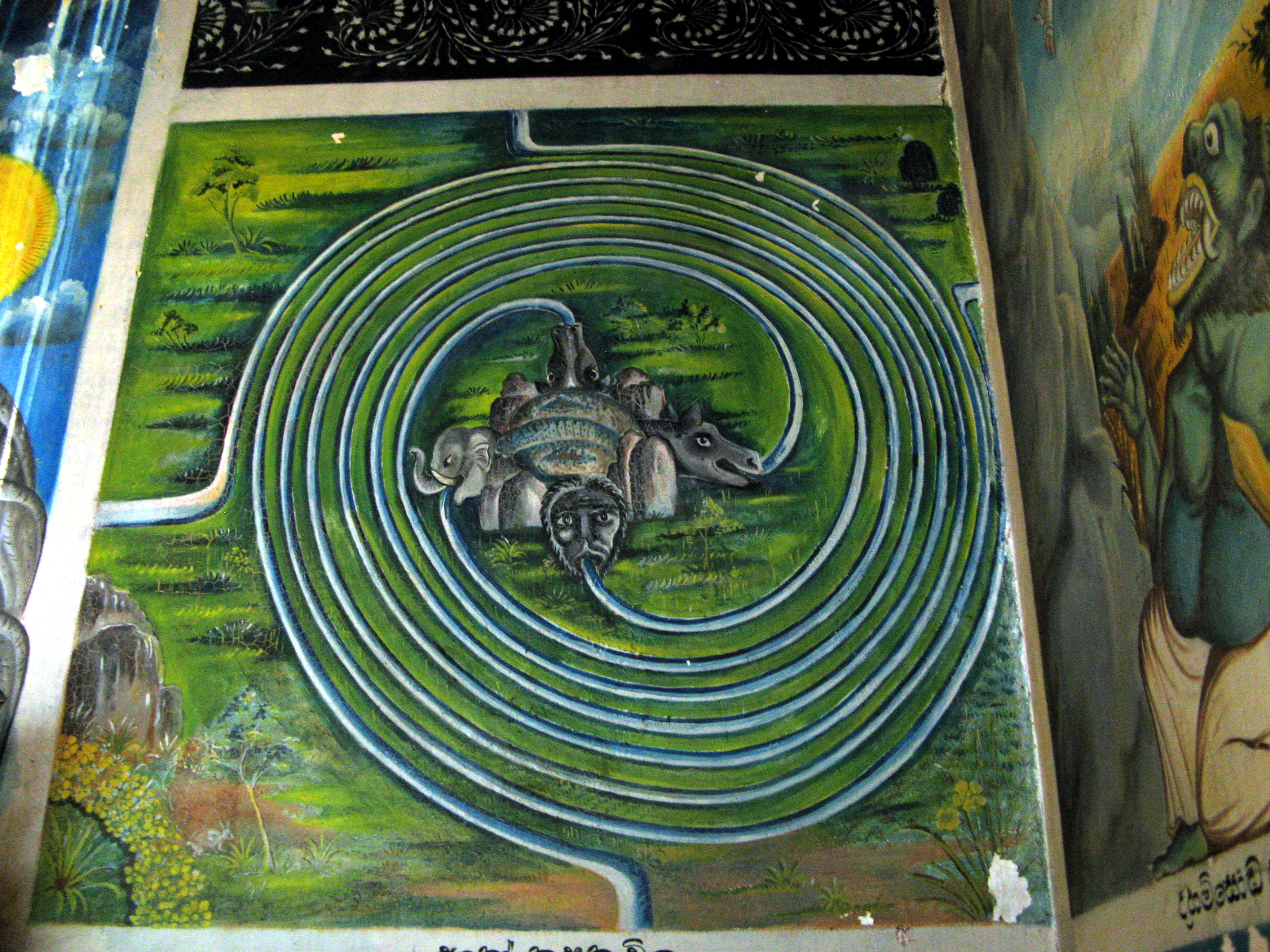
Картина, яка зображує гірський хребет Гімалаїв, і чотири великі річки
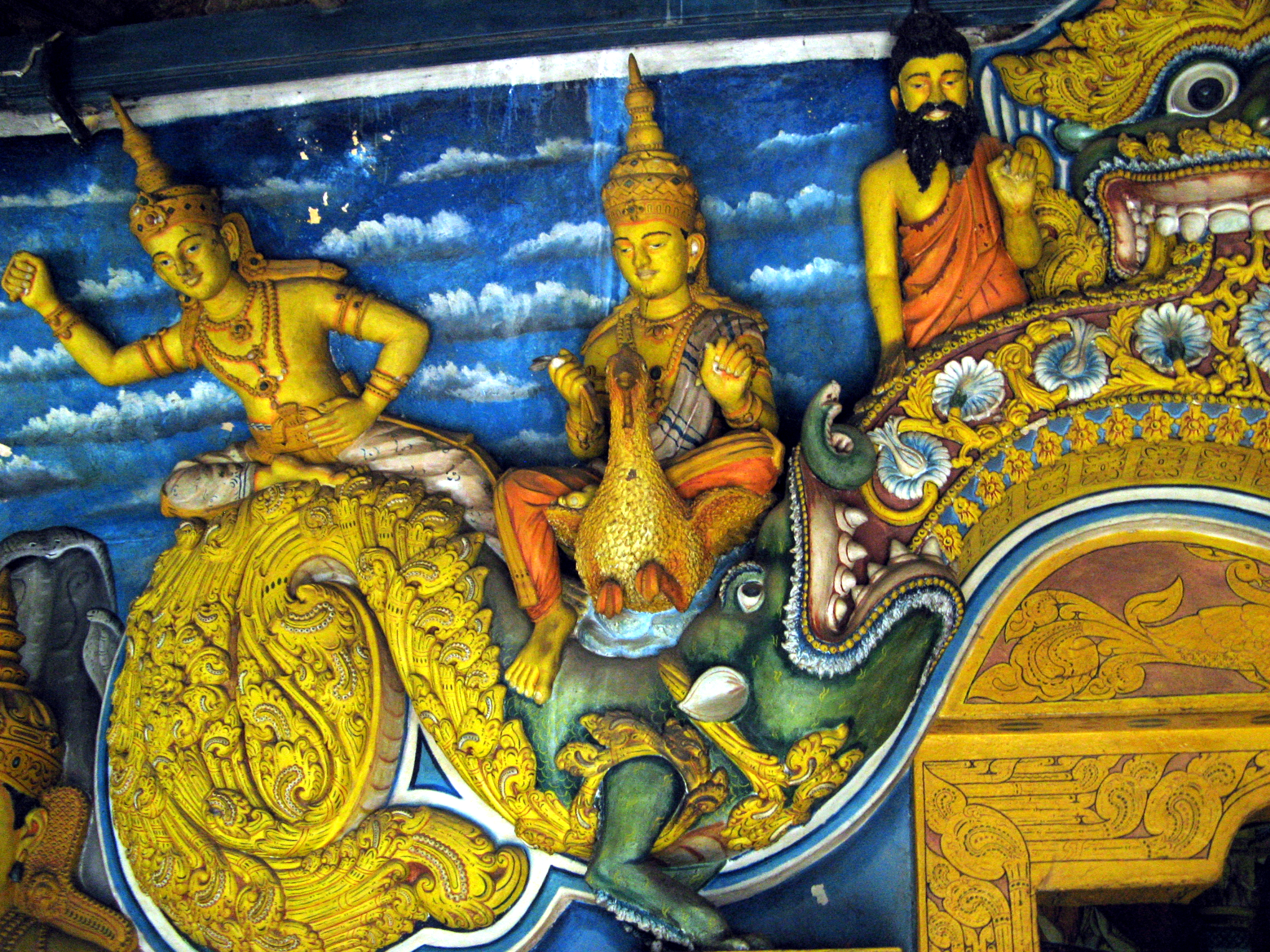
Арка Дракон
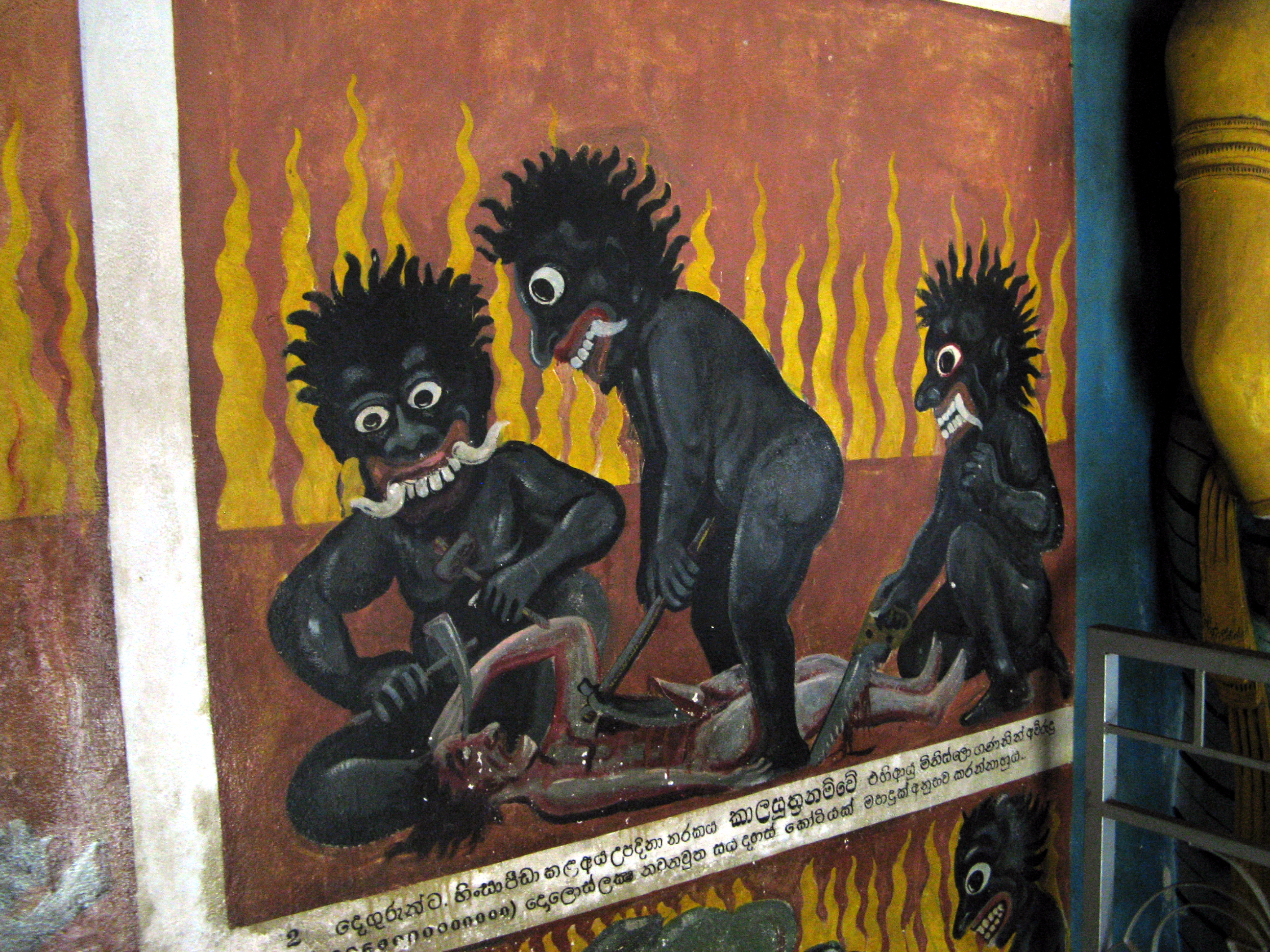
Картина, яка зображує покарання грішника в пеклі